# 奥村隼也
奥村 隼也（おくむら じゅんや、1985年3月16日 - ）は、日本のお笑い芸人。所属事務所は吉本興業（よしもとクリエイティブ・エージェンシー）。東京NSC14期生。よしもと島根県住みます芸人。

## 略歴
- 1985年3月16日生。NSC東京校14期生、福井県小浜市出身、血液型はA型。
- 福井県立若狭東高等学校、大阪あべの辻調理師専門学校を卒業。
- 久野且人とお笑いコンビ「急便センター」を結成。 2013年1月解散。
- 2013年12月より鳥取県米子市に移住、ピン芸人として活動する。
- 日本城郭検定4級を所持。

## 現在の活動
- 2015年4月から「あなたの街に住みますプロジェクト」で、メグちゃんと共に「島根県住みます芸人」として活動している。
- 2018年7月から甲冑を着用して松江城を案内する『まつえ時代案内人』を務めている。
- 2019年6月から中海テレビの『勝つのはどっちだ! ボウリング決戦』の実況・レポーターとして出演している。

## 過去の活動
- 愛知県田原市のホテルで「よしもと弁当座」(第10期〜第12期)のメンバーとして活動した。
- 2013年1月にABCテレビの特別番組「一刻千金」に出演。
- 2014年1月1日に中海テレビ放送の特別番組「鳥取県西部最強ボウリングチームはどこだ!」に出演。
- 2014年3月、「三朝温泉住みます芸人」桂三河が出演した「桂三河の三朝寄席」に出演。
- 2014年4月5日、鳥取県米子市のガイナックスシアターにて、ほのまる、ABCDE湯かげんと共に、ほのまるお笑いLIVE「俺たちとんだピエロだぜっ!!」を開催した。
- 2013年12月〜2014年5月までDARAZコミュニティ放送(DARAZ FM)の「夕刊DARAZ+」にレギュラー出演した。
- 2014年8月13日、『第50回 鳥取しゃんしゃん祭』 風紋広場のイヴェント司会を務めた。
- 2014年10月〜11月、「三朝温泉住みます芸人」桂ちきんが出演した「桂ちきんの三朝寄席」に出演した。
- 2014年11月2日、『第47回 鳥取大学医学部 錦祭』芸人LIVEに、ハマカーン、ハッポゥくんと共に出演した。
- 2014年6月〜2015年3月まで山陰ケーブルビジョン(マーブル)の情報番組「旬感!!おもっせワイド」にレギュラー出演した。
- 2013年12月〜2015年3月、YNN鳥取ch2 を125回、生配信した。
- 2014年から2015年4月まで「あなたの街に住みますプロジェクト」で、ほのまると共に「鳥取県住みます芸人」として活動した。
- 2015年に地域発信型映画『じしょう米子』 (監督：島中洋輔／主演：尾上寛之、ムーディ勝山）に出演。
- 2015年4月から2016年3月まで山陰ケーブルビジョン(マーブル)の情報番組「情報戦隊トレンジャーM」にレギュラー出演した。
- 2015年4月17日、岡山シンフォニーホールにて行われた『住みます芸人LIVE～岡山と鳥取と徳島と～』に、江西あきよし、キャンパスボーイと共に出演した。
- 2015年7月～8月、「三朝温泉住みます芸人」月亭方気が出演した「月亭方気の三朝寄席」に出演した。
- 2015年8月27日、ビックハート出雲で開催された『よしもとお笑いライブ in 出雲』に、8.6秒バズーカー、グイグイ大脇、丸亀じゃんご、ほのまると共に出演した。
- 2015年10月18日、島根大学 出雲キャンパスで開催された『第40回島根大学医学部くえびこ祭 2015』お笑いLIVEに、8.6秒バズーカー、もう中学生と共に出演した。
- 2015年11月15日、松江警察署で開催された『第1回 松江警察署公開講座 ～だまされないぞ! その電話～』 にて振り込め詐欺撃退コントを披露した。
- 2016年1月1日、JR鳥取駅前 バード・ハットで開催された『2016きなんせTOTTORI! 初夢ロード』 に出演した。
- 2016年3月12日、読売テレビの特別番組「日本列島スゴおもバトル ～平成版 全国各地のアッと驚く投稿! ネタMAP～」に出演した。
- 2016年3月19日、毎日放送の特別番組「ブラマヨの日本全国! 仰天さんランキング」に出演した。
- 2016年6月20日、フジテレビの情報番組「めざましテレビ」のコーナー「めざましじゃんけん」に出演した。
- 2016年7月～8月、「三朝温泉住みます芸人」桂あおばが出演した「桂あおばの三朝寄席」に出演した。
- 2016年9月25日、松江市定住企業立地推進課が主催した婚活イヴェント『UN-PAKUmeeting(ウンパクミーティング)2016』 に出演した。
- 2017年1月1日、JR鳥取駅前 バード・ハットで開催された『2017きなんせTOTTORI! 初夢ロード』に出演した。
- 2017年2月5日放送、山陰中央テレビ『ロバート馬場のマイホームツアー! ～疑問解決! 山陰の住宅購入～』に出演した。
- 2017年3月21日放送の関西テレビ『ブラマヨの日本全国どうかしてるぜ!スタジアム』 に出演した。
- 2017年3月25日放送の読売テレビ『勝手に日本一!! 発見!〇〇な温泉グランプリ』に出演した。
- 2017年4月2日、松江城山公園にて開催された『お城まつり』島根県住みます芸人 お城トークに出演した。
- 2017年5月7日、鳥取県倉吉市の白壁倶楽部にて、ほのまると共に『ほのまる&奥村お笑いライブ in SHIRAKABE』を開催した。
- 2017年6月、日本城郭協会の日本城郭検定4級に認定。
- 2017年7月～8月、「三朝温泉住みます芸人」桂小留が出演した「桂小留の三朝寄席」に出演した。
- 2017年9月、島根県住みます芸人メグちゃんとコンビ『奥村&メグちゃん』を組みM-1グランプリ2017に出場したが、1回戦で敗退した。
- 2017年9月9日、岡山県倉敷市の倉敷みらい公園にて開催された『中国地区コンファレンス2017 in 倉敷』たからいち 中国5県住みます芸人トークショーに出演した。
- 2017年9月24日、安来市総合文化ホール アルテピアにて開催された『ぽりすあらエッサ交通安全ふれあいコンサート』に出演した。
- 2017年10月～2018年3月、BSS 山陰放送テレビ『発掘! お宝ハンター!!』にレギュラー出演した。
- 2015年4月～2018年3月、山陰ケーブルビジョン(マーブル)の情報番組「まつえのおいしい情報番組 しあわせグルメ」にレギュラー出演した。
- 2018年3月17日、大田総合体育館にて開催された『健康まちづくりフェア おおだフィットネスフェスタ』に出演した。
- 2018年3月18日、大田中央・三瓶山IC周辺で開催された『山陰道「朝山・大田道路」開通記念イベント』に出演した。
- 2018年9月22日、米子コンベンションセンター BiG SHiPで開催された『秋のBSSまつり』に、杏沙子、はんにゃ、チーモンチョーチュウ、Chelipらと共に、奥村&メグちゃんとして出演した。
- 2018年10月21日、八東総合運動公園で開催された『八頭町マルシェ2018』で司会を務めた。
- 2018年10月、島根県住みます芸人メグちゃんとコンビ『奥村&メグちゃん』を組み、M-1グランプリ2018に出場した。2回戦で敗退。
- 2018年11月24日、安来市総合文化ホール アルテピアで開催された『吉本新喜劇&バラエティ in 安来』に、すっちー、宮川大助・花子、ネゴシックスらと共に、奥村&メグちゃんとして出演した。
- 2019年1月、R-1グランプリ2019に出場。1回戦で敗退した。
- 2019年2月23日、米子市のガイナックスシアター ホールAnnにて開催された『ほのまる単独ライブ X-ten-』にゲスト出演した。
- 2019年3月9日、出雲市の大津コミュニティセンターで行われた大津クラブ30周年記念講演『たかが健診されど健診』にて、『笑いは健康の妙薬』をテーマに講演した。
- 2019年3月24日、BSS 山陰放送テレビの島根県政特別番組 『ニッチェ江上敬子の詐欺にほえろ!【みんなで防ごう! 特殊詐欺】』に出演した。